# Andrew Stockdale
| Álbum/Ep       | ano  | selo       |
| Keep Moving EP | 2013 | Universal  |
| Long Way To Go | 2013 | Universal  |
| Keep Moving    | 2013 | Universal  |
| Slipstream     | 2018 | Middle Man |

Andrew James Stockdale (Brisbane, 20 de julho de 1976) é um músico australiano. Ele é mais conhecido como guitarrista e vocalista da banda Wolfmother, e também participou de uma faixa no primeiro álbum solo de Slash, chamada "By the Sword".

## Biografia

### Infância
Stockdale estudou em Brisbane, Australia, na Ashgrove State School, Wimbeldon Middle School, The Gap State High School e na Kelvin Grove State High School, e viveu em Ashgrove e Wimbledon Village, Londres enquanto criança.

### Estilos e métodos
As influências de Stockdale são geralmente situadas entre os anos finais 60's e inícios de 70's dos guitarristas de Hard Rock e Heavy Metal. Vocalmente é comparado com "Cruzamento entre Robert Plant e Ozzy Osbourne" pela Allmusic. Os sons da sua guitarra são geralmente marcados para Black Sabbath's Tony Iommi, enquanto seu estilo muitas vezes pode ser comparado ao rock progressivo, como Pink Floyd.